# يان ماين يونسون
يان ماين يونسون (Jan Anders Jönsson) (24 مايو 1960 في هالمستاد في السويد – )؛ هو لاعب كرة قدم سابق كان يلعب كلاعب وسط.

## وصلات خارجية
- يان ماين يونسون على موقع IMDb (الإنجليزية)
- يان ماين يونسون على موقع رابطة كرة القدم اليابانية للمحترفين (اليابانية)
- يان ماين يونسون على موقع قاعدة بيانات كرة القدم.إي يو (الإنجليزية)
- يان ماين يونسون على موقع Soccerway.com (الإنجليزية)
- يان ماين يونسون على موقع عالم كرة القدم.نت (الإنجليزية)

- J.League Data Site (باليابانية)